# Смільниця

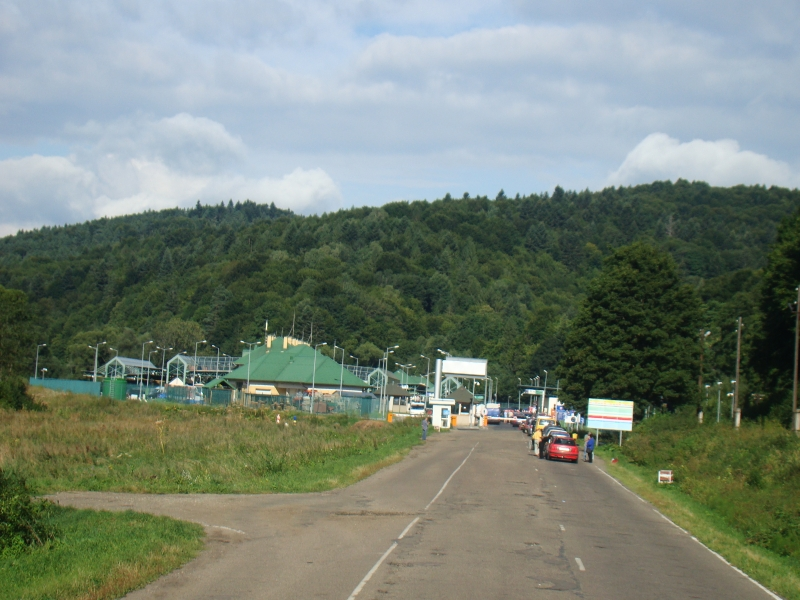
Пункт пропуску «Смільниця» з українського боку

49°28′46″ пн. ш. 22°42′28″ сх. д. / 49.47944° пн. ш. 22.70778° сх. д.
Смі́льниця — колишнє бойківське село Хирівського району, а тепер — пункт пропуску в Самбірському районі через державний кордон України на кордоні з Польщею.

## Розташування
Розташований у Львівській області, Самбірський район на автошляху Т 1401. З польського боку має назву «Коростенко» та розташований на автошляху  84 у напрямку Устриків-Долішніх.

## Історія села
23 листопада 1374 Володислав Опольський надав Смільницю (також Добромиль, Старяву, Сушицю, Хирів, Городовичі, Чаплі, Сусідовичі) братам Гербурту і Фрідріху Павезам. До 1772 р. село знаходилося в Перемишльській землі Руського воєводства.
З 1407 року походить згадка про монастир у селі. Скасований австрійською владою 1780 року. Ще в 1920-х роках залишалися руїни монастирської церкви, збудованої не пізніше 1651 року.
Від 1562 походять перші згадки про парафіяльну церкву. 1788 збудували нову дерев'яну, яка 11 березня 1890 згоріла. Наступну дерев'яну триверху споруджено 1894 року. 1951 року після виселення мешканців церкву розібрано. Збереглася мурована дзвіниця на три дзвони.
У 1880 році в селі налічувалось 40 будинків і 260 мешканців та 1 будинок і 3 мешканці на подвір'ї фільварку (226 греко-католиків, 20 римокатоликів і 17 юдеїв).
У міжвоєнний період входило до ґміни Коростенко Добромильського повіту Львівського воєводства. У 1939 році в селі проживало 330 мешканців, з них 250 українців-грекокатоликів і 30 латинників (українців-римокатоликів) (вони змінили обряд у міжвоєнний період задля збереження місця праці), 30 поляків і 20 євреїв.
У с. Смільниці народився крайовий провідник ОУН на західно-українських землях (липень 1934 — серпень 1934), автор «Молитви українського націоналіста» Осип Мащак (1908—1976).
З 1944 по 1951 рік місцевість належала до Хирівського району Дрогобицької області УРСР. У 1951 році після обміну територіями жителі були виселені на Донеччину, а будинки і дерев'яну церкву було знесено.

## Пункт пропуску
За часів СРСР 24 січня 1986 р. був відкритий примітивний пункт спрощеного перетину кордону.
Нинішній сучасний пункт відкритий 20 листопада 2002 та початково працював лише з 8:00 до 18:00. З 29 серпня 2003 року працює цілодобово. Тоді ж він став першим пунктом пропуску на українсько-польському кордоні, де українські та польські прикордонні служби працюють спільно в одній будівлі — весь комплекс розташований із польського боку, а кордон проходить безпосередньо на місці шлагбаума з українського боку.
Вид пункту пропуску — автомобільний. Статус пункту пропуску — міжнародний.
Характер перевезень — пасажирський, вантажний (до 7,5 т).
Окрім радіологічного, митного та прикордонного контролю, пункт пропуску «Смільниця» може здійснювати санітарний, фітосанітарний, ветеринарний, екологічний та контроль Служби міжнародних автомобільних перевезень.
Пункт пропуску «Смільниця» входить до складу митного посту «Смільниця» Львівської митниці. Код пункту пропуску — 20911 07 00 (11).
Стан дорожнього покриття з українського боку є незадовільним й вимагає достатньо високої посадки транспортного засобу.